# Демократична ліберальна партія (Румунія)
Демократична ліберальна партія (рум. Partidul Democrat-Liberal — PD-L) — правоцентристська політична партія в Румунії.
ДЛП була утворене 15 грудня 2007 року шляхом злиття двох близьких правоцентристських партій — Демократичної і Ліберал-демократичної. На парламентських виборах 2008 року ДЛП отримала 115 місць в нижній палаті румунського парламенту і 51 місце в румунському сенаті. У 2009 році партія отримала 10 місць на виборах до Європарламенту з 33, зарезервованих для Румунії. Лідер партії Еміль Бок став прем'єр-міністром в коаліційному уряді з соціал-демократами.
ДЛП підтримувала президента Румунії Траяна Бесеску, який з 2001 року був головою ДП, але в 2004 році був змушений призупинити своє членство для участі в президентських виборах.

## Відомі члени
- Васіле Блага, лідер партії з 2012 по 2014 рік, колишній міністр внутрішніх справ;
- Роберта Анастасе, депутат, голова Палати депутатів;
- Адріан Бедулеску, депутат;
- Траян Бесеску, Президент Румунії, членство призупинено під час його каденції;
- Раду Берчану, сенатор, колишній міністр транспорту;
- Анка Боаджу, колишній міністр європейської інтеграції та міністр транспорту;
- Еміль Бок, мер Клуж-Напока, лідер партії (2004–2012), прем'єр-міністр (2008–2012);
- Іоан Олтеан, депутат;
- Елена Удря, міністр туризму та регіонального розвитку (2008–2012);
- Раду Васіле, колишній прем'єр-міністр;
- Адріу Відеану, колишній Мер Бухареста та міністр економіки;
- Моніка Маковей, євродепутат, колишній міністр юстиції;
- Сульфіна Барбу, колишній міністр праці;
- Теодор Столоян, євродепутат, колишній прем'єр-міністр;
- Ралука Туркан, віце-прем'єр-міністр Румунії;
- Ніколае Штефануце, голова департаменту європейської політики та справ ПД/ПДЛ.[1]